# Магейжу, Жуан
Жуан Магейжу (порт. João Magueijo, нередки ошибочные транскрипции Магуэйо и др.; род. 1967, Эвора) — португальский физик и космолог, работающий в Великобритании.
Защитил диссертацию в Кембриджском университете, преподаёт в Лондоне и Кембридже, причём в кембриджском Колледже Сент-Джон Магейжу занимает тот же преподавательский пост (fellowship), который прежде занимали Поль Дирак и Абдус Салам.

## Труды и достижения
Магейжу разрабатывает концепцию переменной скорости света, выдвинутую впервые канадским учёным Джоном Моффатом. Этой концепции посвящена его основная книга «Быстрее скорости света» (англ. Faster Than The Speed of Light: The Story of a Scientific Speculation; 2003).
Ввёл в употребление термин Ось зла.